# Matrimoni da favola Disney
Matrimoni da favola Disney (Disney's Fairy Tale Weddings) è una serie documentario che presenta le coppie e i loro matrimoni a tema Disney. La prima stagione è andata in onda sulla rete Disney Freeform e la seconda sul servizio di streaming Disney+.

## Trama
La docu-serie offre uno sguardo dietro le quinte dei matrimoni e dei fidanzamenti che si celebrano nelle Disney Destinations in tutto il mondo, come Walt Disney World, Disneyland, Disney Cruise Line e ad Aulani alle Hawaii. È coordinato dal marchio Disney's Fairy Tale Weddings che li crea da 25 anni a questa parte.

## Distribuzione
Uno speciale di 63 minuti Disney's Fairy Tale Weddings è stato annunciato il 29 marzo 2017. Lo speciale è stato trasmesso tramite Freeform il 7 maggio 2017. Lo speciale è stato presentato da Ben Higgins e Lauren Bushnell del reality The Bachelor. Il 17 ottobre 2017, Freeform ha annunciato la produzione di una serie di 6 episodi per l'estate 2018 che sarà presentata da Allison Holker e Stephen "tWitch" Boss. Nel novembre 2017 Freeform ha trasmesso uno speciale della durata di un'ora l'11 dicembre 201, Disney's Fair Tale Weddings: Holiday Magic come parte dell'evento 25 Days of Christmas. La serie è stata presentata per la prima volta l'11 giugno 2018. La prima stagione si è conclusa il 16 luglio 2018.
La seconda stagione è stata pubblicata negli Stati Uniti su Disney+ dal 14 febbraio 2020 al 3 aprile 2020. In Italia è stata pubblicata sempre su Disney+, ma dal 24 marzo 2020 all'8 maggio 2020.

## Puntate

### Speciali (2017)
In Italia le 2 puntate speciali sono state pubblicate su Disney+ in sola lingua inglese, con possibilità di aggiungere i sottotitoli in varie lingue, italiano compreso.
| n° | Titolo originale             | Prima TV USA  | Ascolti |
| --- | ---------------------------- | ------------- | ------- |
| Speciale | Disney's Fairy Tale Weddings | 7 maggio 2017 | 640 000 |
| Presentato dagli alunni del reality The Bachelor Ben Higgins e Lauren Bushnell. Il documentario segue quattro coppie nel loro viaggio di nozze Disney, inclusa una performance a sorpresa del gruppo a-cappella Pentatonix. |                              |               |         |

| n° | Titolo originale | Prima TV USA    | Ascolti |
| --- | ---------------- | --------------- | ------- |
| Speciale | Holiday Magic    | 23 ottobre 2020 | 900 000 |
| Presentato da Stephen Boss e Allison Holker, questa puntata a tema natalizio segue Dominique e Joe, e Greg e Melanie durante le loro cerimonie e ricevimenti. La fine della puntata mostra un'anteprima della prossima stagione, incluso un assaggio dell'epica proposta a sorpresa di Eric a Kelley ad Aulani alle Hawaii. |                  |                 |         |

### Prima stagione (2018)
In Italia è inedita.
| n°                                                           | Titolo originale        | Prima TV USA   | Ascolti |
| ------------------------------------------------------------ | ----------------------- | -------------- | ------- |
| 1                                                            | Relationship Goals      | 11 giugno 2018 | 450 000 |
| John ha sempre sognato di sposarsi alla Disney.              |                         |                |         |
| 2                                                            | A Rustic Romance        | 18 giugno 2018 | 350 000 |
| David progetta una proposta per Nicole sull'isola.           |                         |                |         |
| 3                                                            | Royally Inspired        | 25 giugno 2018 | 290 000 |
| Gabriela e Tanner rinnovano i loro voti a Epcot.             |                         |                |         |
| 4                                                            | The Circle of Love      | 2 luglio 2018  | 230 000 |
| Lorina e Greg si sono sposati davanti all'Albero della Vita. |                         |                |         |
| 5                                                            | Sea of Love             | 9 luglio 2018  | 290 000 |
| Una proposta a sorpresa all'Aulani Resort alle Hawaii.       |                         |                |         |
| 6                                                            | Do You Believe in Magic | 16 luglio 2018 | 260 000 |
| Una coppia si sposa nei Disney's Hollywood Studios.          |                         |                |         |

### Seconda stagione (2020)
| n°                                                                                       | Titolo originale        | Titolo italiano           | Pubblicazione USA | Pubblicazione Italia |
| ---------------------------------------------------------------------------------------- | ----------------------- | ------------------------- | ----------------- | -------------------- |
| 1                                                                                        | Marching Down the Aisle | Marciando lungo la navata | 14 febbraio 2020  | 24 marzo 2020        |
| Per due coppie speciali, una favola diventa realtà - in stile Disney.                    |                         |                           |                   |                      |
| 2                                                                                        | Alaska to Marry Me      | Alaska per sposarmi       | 21 febbraio 2020  | 27 marzo 2020        |
| Una proposta sul ghiacciaio e una danza nuziale da ricordare.                            |                         |                           |                   |                      |
| 3                                                                                        | A Flashy Proposal       | Proposta flash mob        | 28 febbraio 2020  | 3 aprile 2020        |
| Un fantastico flash mob ed un matrimonio italiano ad Epcot.                              |                         |                           |                   |                      |
| 4                                                                                        | Pandoran Wedding        | Matrimonio a pandora      | 6 marzo 2020      | 10 aprile 2020       |
| Due coppie molto speciali fanno la storia alle Hawaii e a Pandora - The World of Avatar. |                         |                           |                   |                      |
| 5                                                                                        | Made for Loving You     | Nato per amarti           | 13 marzo 2020     | 17 aprile 2020       |
| Tory Kelly e Stephen "tWitch" Boss ad un matrimonio.                                     |                         |                           |                   |                      |
| 6                                                                                        | Wedding GOALS!          | OBIETTIVO matrimonio!     | 20 marzo 2020     | 24 aprile 2020       |
| Colbie Callait e Gone West si esibiscono per un primo ballo                              |                         |                           |                   |                      |
| 7                                                                                        | Te Amo, Mi Amor, Again! | Te Amo, Mi Amor, Again!   | 27 marzo 2020     | 1º maggio 2020       |
|                                                                                          |                         |                           |                   |                      |
| 8                                                                                        | Marry ME!               | Sposami!                  | 3 aprile 2020     | 8 maggio 2020        |
| Jason Derulo si esibisce per gli sposi al Molo Pixar.                                    |                         |                           |                   |                      |